# Kurskij rajon (Oblast' di Kursk)
Il Kurskij rajon (in russo Курский район?) è un rajon dell'Oblast' di Kursk, nella Russia europea; il capoluogo è Kursk. Istituito nel 1928, ricopre una superficie di 1.657,29 chilometri quadrati e consta di una popolazione di circa 48.000 abitanti.